# 나카지마 히로시
나카지마 히로시(일본어: 中嶋 宏, 1928년 5월 16일 ~ 2013년 1월 26일)은 세계 보건 기구의 사무총장을 역임한 일본의 의사이다.

## 생애
1955년 도쿄의과대학을 졸업한 후 1974년 세계 보건 기구에 입사하였다. 이후 세계 보건 기구 서태평양지역 사무처장을 역임하였고, 1988년 세계 보건 기구 사무처장으로 선출되었다. 재임 기간 동안 AIDS 문제에 미온적인 태도를 보여 비판을 받았다.